# گرینلند (آرکانزاس)
گرینلند (آرکانزاس) (به انگلیسی: Greenland, Arkansas) یک شهر در ایالات متحده آمریکا با جمعیت ۱٬۲۵۹ نفر است که در آرکانزاس واقع شده‌است.

## موقعیت جغرافیایی
موقعیت جغرافیایی شهرها و مناطق اطراف به شرح زیر است: